# Dangtu
Dangtu (en chino, 当涂; pinyin, Dāngtú) es un condado bajo la administración directa de la Prefectura Maanshan en la Provincia de Anhui, República Popular China.  Su área es de 969 km² y su población total para 2010 superó los 450 mil habitantes. 

## Administración
Desde julio de 2023, el  Condado Dangtu se divide en 11 pueblos que se administran en 10 poblados y 1  villa.